# L'erba del vicino (programma televisivo)
L'erba del vicino è un programma televisivo andato in onda a partire dal 9 giugno 2012 su LA7.
Era condotto da Lucia Loffredo insieme agli esperti Vittorio Chia e Olivier Gerard. Il programma, in onda ogni sabato alle 12:30, venne chiuso a fine anno, in anticipo rispetto alle previsioni iniziali.

## Il programma
Il programma era incentrato sul giardinaggio ed in particolar modo sui giardini condominiali abbandonati. Scopo della trasmissione era quello di far sì che cortili e giardini trascurati beneficiassero di interventi di miglioramento, coinvolgendo alcuni condomìni a cui venivano distribuiti alberi e piante.